# Identifikator
Ein Identifikator (auch Kennzeichen) ist ein mit einer bestimmten Identität verknüpftes Merkmal zur eindeutigen Identifizierung des tragenden Objekts.
Beispielsweise bezeichnet eine Hausnummer als Identifikator innerhalb einer Straße ein bestimmtes Haus. In Datenbanken werden Identifikatoren als Kennzeichen eines Datensatzes auch als Datenbank-Identifikatoren oder Stammnummern bezeichnet. Dabei werden Identifikatoren meist als Bestandteile von Nummern oder Codes aus alphanumerischen Zeichen verwendet, wobei unter anderem von Nummerncode (Zahlen oder Zifferncode und auch von alphanumerischen Codes) oder Buchstabencodes gesprochen wird. Auch sprachliche Identifikatoren (beispielsweise Bezeichner in einem Computerprogramm oder Deskriptoren in einem kontrollierten Vokabular) und andere Merkmale, beispielsweise Farbcodierung (wie die Farben Rot und Grün für Backbord und Steuerbord) sind möglich. Weiter können biometrische Merkmale als Identifikatoren qualifiziert werden.

## Anwendung
Identifikatoren können prinzipiell zum Identifizieren beliebiger Objekte von Produkten (Seriennummer, Katalognummer) über Menschen (Personenkennzeichen) bis zu abstrakten Ideen (Notation eines Themengebietes) eingesetzt werden.
Ein umfangreiches Anwendungsgebiet stellt die Identifikation (kurz „ID“) von Produkten und deren Bauteilen im Rahmen der Dokumentation von technischen Erzeugnissen dar.
Eine eindeutige Identifikation aller Produktions- und Beschaffungsobjekte ist für die unterschiedlichen betriebswirtschaftlichen Funktionen eines Unternehmens von zentraler Bedeutung.
Im kaufmännischen Bereich unterscheidet man vier Arten der Verschlüsselung von Identifikatoren:
- die rein identifizierende Verschlüsselung
- die teilweise identifizierende, teilweise klassifizierende Verschlüsselung (Verbundschlüssel)
- die merkmalsbezogene (klassifizierende) Verschlüsselung
- die logische bzw. mengenalgebraische Verschlüsselung

Für den Schlüssel werden in der Regel Ziffern und Buchstaben verwendet. Bei klassifizierenden Schlüsseln haben die Buchstaben oder Nummern eine bestimmte inhaltliche Bedeutung; sie sagen etwas über das Objekt oder dessen Eigenschaften aus.

## Aufbau und Verwaltung von Identifikatoren
Die Gesamtheit aller Identifikatoren eines Gebietes bildet ein Kontrolliertes Vokabular. Beispielsweise ist die gesamte Mathematik mittels der Mathematics Subject Classification in Teilbereiche untergliedert, denen jeweils eine Notation zugeordnet ist.
Vielfach wird die Identifikationsnummer auch als Abkürzung betrachtet. Dies ist sie jedoch codierungstheoretisch nicht in jedem Fall: Die ID-Nummer soll möglichst prägnant verschiedene Objekte voneinander trennen. Da sie meist in ein Identifikationssystem eingebettet ist, ist sie oft nur in Anlehnung an einen leicht merkbaren Begriff angelegt.
Beispiel: A für Autobahn, B für Bundesstraße, L für Landesstraße, die eigentlichen Begriffe beziehen sich aber auf eine Zuordnung der Verantwortlichkeit, die sich im Laufe von Reformen zu anderen Institutionen verlagert hat.
Im IT-Bereich wird natürlich häufig die Auswertung von Computern vorgenommen und daher wäre hier keine Redundanz nötig, dennoch wird sie zur Fehlerkorrektur häufig eingebaut.

## Identifikationssystem
Ein System von Identifikatoren muss immer so gestaltet sein, dass eine eindeutige Zuordnung zwischen Bezeichner und Bezeichnetem möglich ist. Wünschenswert ist auch die Eindeutigkeit in Rückrichtung. Mathematisch ausgedrückt ist dann die Zuordnung der Menge der Identifikatoren zur Menge der zu Identifizierenden eineindeutig (bijektiv).
Ein Nummerncode wird also etwa so gehalten, dass er einem einzelnen Datum, Datensatz oder Objekt genau eine Nummer zuordnet, die es zweifelsfrei kennzeichnet:
- Ein Beispiel für eine Identifikationsnummer ist die Telefonnummer als Zuordnung zum entsprechenden Teilnehmer (Anschluss), mit dem man telefonieren möchte. In Bezug zu einer bestimmten Person ist sie aber nicht eindeutig, wenn etwa mehrere Personen in einem Haushalt leben. Daher muss man dann klären, mit wem man sprechen möchte. Die Entwicklung von Nebenstellen wie auch die der Mobiltelefone ist zum Teil genau durch diesen Missstand motiviert (Personenbezug statt Ortsbezug des Identifikators durch verändertes Kommunikationsverhalten).
- Ein anderes Beispiel bietet die Internationale Standardbuchnummer (ISBN), mittels derer auf kurze Weise ein Buch eindeutig spezifiziert wird. Hierbei ist der Identifikationsnummer noch eine zusätzliche Prüfziffer zur Fehlerkorrektur hinzugefügt.
- In einem Rechnernetz finden sich IP-Adressen als Identifikationsnummern von Servern. Für uns Menschen werden zusätzlich Domains als Identifikatoren angelegt.

## Automatische Identifizierung
Sollen Computersysteme Objekte bzw. Menschen erkennen, werden bestimmte Identifikatoren verwendet. Die entsprechenden Prozesse werden nach verschiedenen Methoden klassifiziert. Der Identifikator muss einen physischen Träger haben und am zu identifizierenden Objekt erkennbar sein. Die physische Form soll zuverlässig und schnell auslesbar sein. Bekannte Beispiele sind Barcode, RFID und Magnetstreifenkarten. Ausnahme als direkte Identifizierung ist etwa die Biometrie.

## Persistenz
Identifikatoren, die speziell auf Dauerhaftigkeit (Persistenz) angelegt sind, werden auch als Persistente Identifikatoren (persistent Identifier) bezeichnet (Siehe auch Permalink).

## Verwendung in Datenbanken
Identifikatoren in Datenbanken können sowohl durch ein Attribut bzw. eine Spalte einer Datenbanktabelle als auch durch eine Auswahl mehrerer Attribute gegeben sein.
Bei der Identifikation durch mehrere Attribute bildet die Gesamtheit der ausgewählten Attribute die Identifikation. So ist z. B. in einer Datenbanktabelle Mitarbeiter eine Person durch die drei Attribute name, vorname, geburtstag identifizierbar.

## Beispiele
- Bankleitzahl (BLZ)
- CAS-Nummer (CAS)
- Colour-Index (CI)
- Digital Object Identifier (DOI)
- European Article Number (EAN)
- Elektronischer Produktcode (EPC)
- EG-Nummer und Indexnummer
- Gewässerkennzahl
- Global Location Number GLN
- Global Trade Item Number (GTIN)
- Globally Unique Identifier (GUID)
- International Air Transport Association-Code (IATA-Code)
- Internationale Bankkontonummer (IBAN)
- International Civil Aviation Organization-Code
- International Genealogical Index
- International Maritime Organization Number (IMO No.)
- International Mobile Equipment Identity (IMEI)
- International Mobile Subscriber Identity (IMSI)
- Internationale Wertpapierkennnummer (ISIN)
- Internationale Standardbuchnummer (ISBN)
- Internationale Standardnummer für fortlaufende Sammelwerke (ISSN)
- IP-Adresse (IP)
- Katalognummer (CD)
- Kemler-Zahl
- Kraftfahrzeugkennzeichen
- Krankenversichertennummer
- Kreditkartennummer
- Kreisgemeindeschlüssel (KGS)
- E-Nummer (Lebensmittelzusatzstoffe)
- Luftfahrzeugkennzeichen
- Matrikelnummer
- MAC-Adresse
- Nummer der Versandeinheit (NVE)
- OBIS-Kennzahlen
- Object Identifier (OID)
- ORCID iD
- Pharmazentralnummer (PZN)
- Persistent Uniform Resource Locator (PURL)
- Personenkennzahl
- Postleitzahl (PLZ)
- PubMed Identifier (PMID)
- Rentenversicherungsnummer
- Request for Comments (RFC-Nummer)
- Satellite Catalog Number
- Sozialversicherungsnummer
- Standortbescheinigungsnummer
- Steuernummer (St.-Nr.)
- Steueridentifikationsnummer
- Rentenversicherungsnummer (RVNR)
- Telefonnummer
- Umsatzsteuer-Identifikationsnummer
- Stoffnummer (UN-Nummer)
- Uniform Resource Identifier (URI)
- Uniform Resource Name (URN)
- Universally Unique Identifier (UUID)